# Andreas Schilling (Handballspieler)
Andreas Schilling (* 12. November 1963) ist ein deutscher Unternehmer im Geschäftsfeld Vermarktung und ehemaliger Handballspieler.

## Laufbahn
Schilling, der in der Mitte der 1980er Jahre als Beamter und Sportausbilder beim Bundesgrenzschutz tätig war, spielte beim TSV Wernersberg. 1986 gelang ihm mit dem TSV Milbertshofen der Aufstieg in die 1. Bundesliga. 1988/89 stand er im Bundesliga-Aufgebot des VfL Fredenbeck und wechselte 1989 zum VfL Bad Schwartau, für den er bis 1993 spielte. Er war in Bad Schwartau Spielführer, 2002 kehrte er bei der SG Schwartau aushilfsweise aufs Spielfeld zurück.
Beruflich war Schilling unter anderem als Anzeigenverkaufsberater beim Bauer-Verlag, dann von 1995 bis 2001 beim Burda-Verlag tätig. Er war dort für das Anzeigengeschäft mehrerer Verlage der Burda-Gruppe verantwortlich. Zwischen Juni 2001 und 2003 leitete er die Anzeigenabteilung der Zeitschrift Stern, von 2003 bis Ende 2016 war er wieder bei der Burda-Gruppe beschäftigt und leitete als Geschäftsführer deren Anzeigenvermarktungsgesellschaft BCN GmbH. In diesem Amt war er unter anderem durch den Aufbau einer auf den Sport ausgerichteten Tochtergesellschaft an der Ausweitung dieses Geschäftsfelds sowie an der zunehmend internationalen Ausrichtung der Vermarktung beteiligt. Nach seinem Ausstieg bei Burda gründete Schilling ein Unternehmen, mit dem er Beratungsdienste im Bereich Vermarktung und Sport anbietet. Ab 2018 wurde er zudem für ein Londoner Werbeunternehmen tätig und übernahm für dieses die Bereiche Vermarktung und Vertrieb im deutschsprachigen Raum. Im Oktober 2019 trat er die Leitung der Vermarktungsgesellschaft der Bauer-Gruppe an.
Schillings Sohn Gavin Schilling wurde Berufsbasketballspieler.